# Сумская область
Су́мска́я о́бласть (укр. Су́мська́ о́бласть), разг. Су́мщина (укр. Су́мщина) — область на северо-востоке Украины. Граничит на западе с Черниговской областью Украины, на севере и востоке — с Курской областью Российской Федерации, на юго-востоке — с Харьковской, на юге — с Полтавской областями Украины. Область образована 10 января 1939 года Указом Президиума Верховного совета СССР путём выделения из Харьковской области.
Административный центр и крупнейший город — Сумы, другие крупные города — Конотоп, Шостка, Ахтырка, Ромны, Глухов, Лебедин, Кролевец, Тростянец, Белополье, Путивль, Бурынь, Ворожба.

## Физико-географическая характеристика
Сумская область расположена на северо-востоке Украины. На западе граничит с Черниговской, на юго-западе — с Полтавской, на юге — с Харьковской областями Украины. На севере и востоке область граничит с Брянской, Курской и Белгородской областями России — протяжённость государственной границы с Россией — 562,8 км. На границе расположены три пункта пропуска железнодорожного транспорта (Волфино, Пушкарное, Середина-Буда) и пять — автомобильного (Бачевск, Катериновка, Рыжевка, Юнаковка, Великая Писаревка). Расстояние от областного центра г. Сумы до столицы Украины г. Киева — 350 км.
Реки Сумской области принадлежат к бассейну Днепра и большей частью являются его левыми притоками. Самые значительные из них — Десна, Сейм, Сула, Псёл, Ворскла. В долинах рек — многочисленные озёра-старицы и болота; много искусственных прудов. Самая высокая точка области (246,4 м).

## История
Сумская область образована на основе Сумского уезда, ранее входившего в Харьковскую губернию, после упразднения последней в 1923 году.
Территория Сумской области относится к исторической области Слобожанщина, древняя история которой берёт своё начало в далёком прошлом.
Памятники типа Харьевка будучи самым восточным локальным вариантом зарубинецкой культуры отличаются наиболее многочисленными и выразительными западными (центральноевропейскими) элементами и относятся к латенизированному кругу древностей (кельтская вуаль) позднеримского периода (II век до н. э. — I век н. э.).
Памятники середины III — начала/первой четверти IV века «горизонта Боромля» появились в днепро-донецкой лесостепи вследствие миграции части носителей памятников типа Демьянов — Черепин из Верхнего Поднестровья.
На поселении колочинской культуры Великие Будки в VII веке из оловянно-свинцового сплава отливали парные пластинчатые фибулы и мелкие нашивные бляшки.
В составе Харьевского клада VII — первой трети VIII века нашли серьги пастырского типа.
В VII—X веках часть будущей Сумской области входила в состав Хазарского каганата (см. Битицкое городище). В первой трети IX века в Посулье погибло поселение волынцевской культуры Мельники I близ села Андрияшевка. Новотроицкое городище VIII—IX веков принадлежало представителям роменско-борщёвской культуры (северяне). Супрутские серебряные полые пронизи в виде трёх соединённых шариков, спаянные из двух половинок, имеют ближайшие аналогии с пронизками из клада Новотроицкого городища и в материалах Великой Моравии. Перстни из Уткино (Тульская область) находят прямые аналогии в материалах Новотроицкого городища.
Регион Посемья был покорён Русью в конце X — начале XI века, скорее всего, в 990-х годах, во время восточных походов Владимира Святославича. Все роменские городища Посемья погибли в пожарах.
У села Зелёный Гай находится самый большой из сохранившихся на территории Восточной Европы курганный некрополь, состоящий из 14 групп, в которых насчитывают около 2500 насыпей.
Глуховское княжество (XIII—XV века) сначала было уделом в составе Черниговского княжества. Путивльское княжество было уделом в составе Новгород-Северского княжества.
В XIII веке данная территория подверглась нашествию ордынцев. Длительное время территория оставалась малозаселённой. Лишь в конце XV века здесь появляются крестьяне.

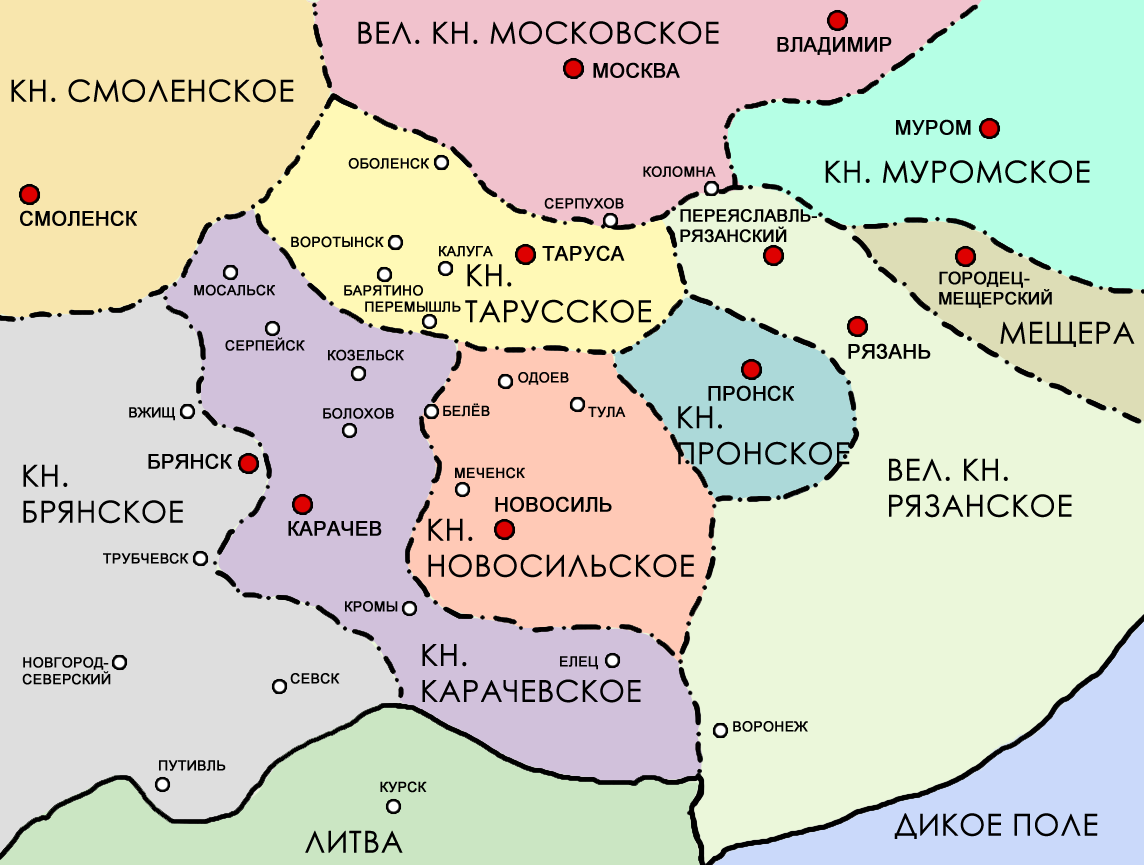
Путивль в составе Брянского княжества

В конце XIV века на территории Северщины возникло православное татарское княжество — Княжество Мансура.
С середины XVII века началось массовое заселение области.
В 1765 году была создана Слободско-Украинская губерния, в 1780 году Слободско-Украинская губерния была преобразована в Харьковское наместничество, центром которого стал Харьков. В 1796 году на месте наместничества была воссоздана Слободско-Украинская губерния, которая получила в 1835 году название Харьковской губернии.
Донецко-Криворожская советская республика провозглашена 30 января (12 февраля) 1918 года на IV областном съезде Советов рабочих депутатов Донецкого и Криворожского бассейнов.
16 октября 1925 года Путивль был передан из состава Российской Советской Федеративной Социалистической Республики в состав Украинской Советской Социалистической Республики. В июне 1925 года все губернии Украинской ССР были упразднены и заменены меньшими по площади округами. Наряду с прочими существовал и Сумской округ.
27 февраля 1932 года, когда на Украине было введено областное деление, на карте Украинской ССР появилась Харьковская область. Вначале она также заметно превосходила по площади одноимённую область современной Украины и в последующем дважды сокращалась за счёт вновь создававшихся административно-территориальных единиц. Харьковская область приняла современные очертания лишь после того, как 22 сентября 1937 года на её западной территории была образована Полтавская область, а 10 января 1939 года из северо-западных земель Харьковской области и части Черниговской области была образована Сумская область.
В годы Второй мировой войны через территорию Сумской области несколько раз проходила линия фронта и происходили ожесточённые сражения, сопровождающиеся большими разрушениями. Также огромный ущерб был причинён промышленности, сельскому хозяйству и жителям области немецкими оккупантами. Несколько послевоенных лет были посвящены восстановлению разрушений.
В 1967 году Сумская область награждена орденом Ленина.
В период с 24 февраля по начало апреля 2022 года, в ходе вторжения России на Украину, бо́льшая часть территории Сумской области находилась под российской оккупацией. За областной центр, Ахтырку, Тростянец и за ряд других населённых пунктов области велись ожесточённые бои между ВС РФ и ВСУ с целью взятия под контроль российскими войсками северной части Украины и возможности проведения наступления на Киев, взять Сумы и Ахтырку не удалось. 26 марта российские войска отступили от Ахтырки, 8 апреля — от Сум.
В феврале 2025 года ВС РФ вновь вторглись на территорию Сумской области в районе сёл Новенькое и Журавка в связи с вытеснением ВСУ из Курской области.

## Население
Численность населения области на 1 января 2020 года составляет 1 068 247 человек, в том числе городского населения 741 430 человек, или 69,4 %, сельского — 326 817 человек, или 30,6 %.
Численность населения области по данным Государственной службы статистики на 1 сентября 2013 года составила 1 137 069 человек, в том числе городское население 772 517 человек (67,94 %), сельское 364 552 человека (32,06 %). Постоянное население — 1 134 877 человек, в том числе городское население — 768 062 человека (67,67 %), сельское — 366 815 человек (32,33 %). Демографические показатели (на 1000 человек): рождаемость — 9,0, смертность — 16,9, естественный прирост — —7,9. В 2012 году в области родилось 11 093 человека, умерло 19 002 человека, также 76 детей умерло в возрасте до 1 года в 2012 году, в том же году в область переселилось на постоянное место жительства 6343 человека, а покинули область 7518 человек. Смертность превышает рождаемость на 7909 человек (2012 год), а количество покинувших пределы области превышает приехавших на 1175 человек, за 2012 год население области сократилось на 9084 человека (87,06 % за счёт умерших, 12,94 % из-за уехавших). Население области с момента образования (1939 год) постоянно сокращалось в среднем на 7,7 тысяч человек в год. На 2013 год в области проживало на 570 164 человека меньше, чем в 1939 году.
Динамика изменения численности населения по годам в тысячах человек:
- 1348  (1897)
- 1847   (1914)
- 2040   (1926)
- 1707,2 (1939)
- 1508,3 (1959)
- 1504,7 (1970)
- 1462,5 (1979)
- 1432,6 (1989)
- 1411,1 (1995)
- 1397,9 (1996)
- 1384,3 (1997)
- 1369,8 (1998)
- 1354,5 (1999)
- 1336,9 (2000)
- 1317,8 (2001)
- 1299,7 (2002)
- 1279,9 (2003)
- 1261,7 (2004)
- 1243,9 (2005)
- 1226,3 (2006)
- 1211,4 (2007)
- 1196,8 (2008)
- 1184,0 (2009)
- 1172,3 (2010)
- 1161,5 (2011)
- 1152,3 (2012)
- 1143,2 (2013)
- 1133,0 (2014)
- 1123,4 (2015)
- 1113,3 (2016)
- 1104,5 (2017)
- 1094,3 (2018)
- 1068,2 (2020)
- 1034,4 (2022)

### Языковой состав

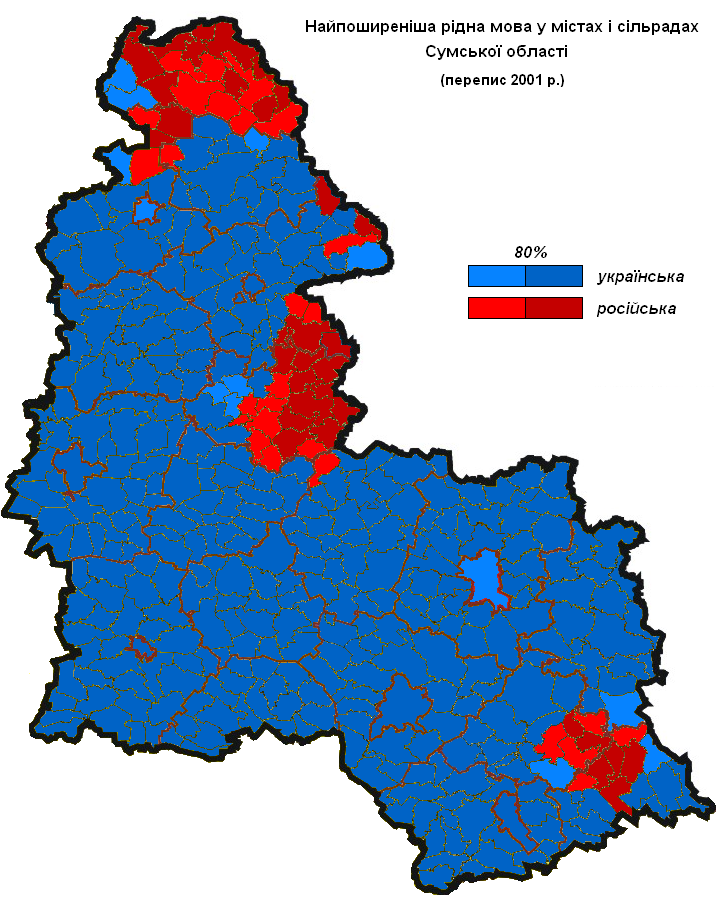
Самый распространённый родной язык в городах и сельсоветах Сумской области по переписи 2001 года. Бо́льшая часть области является ареалом практически сплошного украиноязычия. Русский преобладает в нескольких разных по размеру зонах у границы с Россией

Вследствие проводимой во времена СССР русификации Украины доля украиноязычных в населении Сумской области постепенно уменьшалась, а доля русскоязычных — возрастала. Родной язык населения Сумской области по результатам переписей населения, %
|            | 1959 | 1970 | 1989 | 2001 |
| ---------- | ---- | ---- | ---- | ---- |
| Украинский | 82,0 | 80,7 | 78,1 | 83,3 |
| Русский    | 17,6 | 18,9 | 21,4 | 15,5 |
| Другие     | 0,4  | 0,4  | 0,5  | 0,4  |

Родной язык населения Сумской области по данным переписи 2001 года:
|                         | Украинский | Русский |
| ----------------------- | ---------- | ------- |
| Сумская область         | 83,3       | 15,5    |
| Сумы (горсовет)         | 77,4       | 20,2    |
| Ахтырка (горсовет)      | 87,1       | 10,0    |
| Глухов (горсовет)       | 83,3       | 16,4    |
| Конотоп (горсовет)      | 86,4       | 13,0    |
| Лебедин (горсовет)      | 93,3       | 6,5     |
| Ромны (горсовет)        | 94,0       | 5,7     |
| г. Шостка               | 60,8       | 35,7    |
| Ахтырский район         | 96,2       | 3,3     |
| Белопольский район      | 93,8       | 5,4     |
| Бурынский район         | 96,9       | 2,5     |
| Великописаревский район | 72,6       | 27,0    |
| Глуховский район        | 78,1       | 21,7    |
| Конотопский район       | 97,4       | 2,2     |
| Краснопольский район    | 93,0       | 6,5     |
| Кролевецкий район       | 95,8       | 3,8     |
| Лебединский район       | 96,1       | 3,5     |
| Липоводолинский район   | 97,7       | 1,9     |
| Недригайловский район   | 97,7       | 1,9     |
| Путивльский район       | 38,7       | 61,0    |
| Роменский район         | 97,6       | 2,0     |
| Середино-Будский район  | 20,8       | 79,1    |
| Сумский район           | 93,8       | 5,5     |
| Тростянецкий район      | 86,1       | 13,3    |
| Шосткинский район       | 86,5       | 12,9    |
| Ямпольский район        | 82,5       | 16,9    |

Украинский язык является единственным официальным языком на всей территории области.
По данным опроса, проведённого Социологической группой «Рейтинг» с 16 ноября по 10 декабря 2018 года в рамках проекта «Портрети Регіонів», 60 % жителей Сумской области считали, что украинский язык должен быть единственным государственным языком на всей территории Украины. 22 % считали, что украинский язык должен быть единственным государственным языком, а русский — вторым официальным в некоторых регионах страны. 10 % считали, что русский должен стать вторым государственным языком страны. 8 % затруднились с ответом.
26 апреля 2023 года решением Сумской областной военной администрации в Сумской области утверждена «Программа развития украинского языка во всех сферах общественной жизни Сумской области на 2023—2027 годы», главной целью которой является усиление позиций украинского языка в различных сферах общественной жизни региона.
По данным исследования Центра контент-анализа, проведённого в период с 15 августа по 15 сентября 2024 года, темой которого стало соотношение украинского и русского языков в украинском сегменте социальных сетей, в Сумской области на украинском языке писалось 75,0 % сообщений (в 2023 году — 72,5 %, в 2022 году — 55,9 %, в 2020 году — 19,4 %), на русском — 25,0 % (в 2023 году — 27,5 %, в 2022 году — 44,1 %, в 2020 году — 80,6 %).
После провозглашения Украиной независимости в области, как и в стране в целом, происходит постепенная украинизация русифицированной в советское время системы образования. Динамика соотношения языков преподавания в учреждениях общего среднего образования в Сумской области:
| Язык преподавания | Учебный год | Учебный год | Учебный год | Учебный год | Учебный год | Учебный год | Учебный год | Учебный год | Учебный год | Учебный год | Учебный год | Учебный год | Учебный год | Учебный год |
| Язык преподавания | 1991/92     | 1992/93     | 1993/94     | 1994/95     | 1995/96     | 2000/01     | 2005/06     | 2007/08     | 2010/11     | 2012/13     | 2015/16     | 2018/19     | 2021/22     | 2022/23     |
| ----------------- | ----------- | ----------- | ----------- | ----------- | ----------- | ----------- | ----------- | ----------- | ----------- | ----------- | ----------- | ----------- | ----------- | ----------- |
| Украинский        | 48,5 %      | 49,0 %      | 55,8 %      | 59,7 %      | 63,0 %      | 83,0 %      | 93,0 %      | 95,0 %      | 96,0 %      | 96,0 %      | 96,0 %      | 98,0 %      | 99,88 %     | 100,0 %     |
| Русский           | 51,5 %      | 51,0 %      | 44,2 %      | 40,3 %      | 37,0 %      | 17,0 %      | 7,0 %       | 5,0 %       | 4,0 %       | 4,0 %       | 4,0 %       | 2,0 %       | 0,12 %      | —           |

В период с 2012/13 по 2016/17 учебный год в Сумской области доля учеников, изучающих русский язык либо в русскоязычных классах, либо как отдельный предмет в классах с украинским языком преподавания, сократилась с 39,67 % до 30,21 %.
По данным Государственной службы статистики Украины в 2023/24 учебном году все 91 513 учащихся в учреждениях общего среднего образования в Сумской области обучались в украиноязычных классах.
По данным Государственной службы статистики Украины в 2024/25 учебном году все 85 970 учащихся в учреждениях общего среднего образования в Сумской области обучались в украиноязычных классах.

## Административно-территориальное устройство
Административный центр Сумской области — город Сумы.

### Районы
17 июля 2020 года принято новое деление области на 5 районов:
| № | Район             | Население (тыс. чел.) | Площадь (км²) | Административный центр |
| - | ----------------- | --------------------- | ------------- | ---------------------- |
| 1 | Ахтырский район   | 125,6                 | 3195,6        | г. Ахтырка             |
| 2 | Конотопский район | 204,2                 | 5186,5        | г. Конотоп             |
| 3 | Роменский район   | 113,7                 | 3882,1        | г. Ромны               |
| 4 | Сумский район     | 449,4                 | 6503,7        | г. Сумы                |
| 5 | Шосткинский район | 188,5                 | 5066,1        | г. Шостка              |

Районы в свою очередь делятся на городские, поселковые и сельские объединённые территориальные общины (укр. об'єднана територіальна громада).
Местное самоуправление в области осуществляет Сумской областной совет, исполнительную власть — областная государственная администрация. Главой области является председатель облгосадминистрации, назначаемый Президентом Украины.

### Города
| - Ахтырка - Белополье - Бурынь - Ворожба - Глухов - Дружба - Конотоп - Кролевец | - Лебедин - Путивль - Ромны - Середина-Буда - Сумы - Тростянец - Шостка |

### Общая карта
Легенда карты:
|  | Областной центр, более 200 000 чел. |
|  | от 50 000 до 100 000 чел.           |
|  | от 10 000 до 50 000 чел.            |
|  | от 5000 до 10 000 чел.              |
|  | от 2000 до 5000 чел.                |
|  | от 1000 до 2000 чел.                |

### История деления области
15 августа 1944 года Хильчицкий район был переименован в Знобь-Новгородский район.
8 декабря 1966 года были образованы Великописаревский и Ямпольский районы.

Районы Сумской области до 17 июля 2020 года

Число административных единиц, местных советов и населённых пунктов области до 17 июля 2020 года:
- районов — 18;
- районов в городах — 2;
- населённых пунктов — 1493, в том числе:
  - сельских — 1458;
  - городских — 35, в том числе:
    - посёлков городского типа — 20;
    - городов — 15, в том числе:
      - городов областного значения — 7;
      - городов районного значения — 8;
- сельских советов — 384.

Сумская область до 17 июля 2020 года состояла из 18 районов:
| - Ахтырский район - Белопольский район - Бурынский район - Великописаревский район - Глуховский район - Конотопский район - Краснопольский район - Кролевецкий район - Лебединский район | - Липоводолинский район - Недригайловский район - Путивльский район - Роменский район - Середино-Будский район - Сумский район - Тростянецкий район - Шосткинский район - Ямпольский район |

Статусы городов до 17 июля 2020 года:
| Города областного значения: - Ахтырка - Глухов - Конотоп - Лебедин - Ромны - Сумы - Шостка | Города районного значения: - Белополье - Бурынь - Ворожба - Дружба - Кролевец - Путивль - Середина-Буда - Тростянец |

### Главы области
Украинская ССР
- 1939—1939 гг. — Ткач, Яков Никитович
- 1939—1941 гг. — Черепин, Тихон Корнеевич
- 1943—1945 гг. — Чучукало, Василий Данилович
- 1945—1950 гг. — Иванов, Илья Иванович
- 1950—1953 гг. — Кондратенко, Андрей Павлович
- 1953—1955 гг. — Комяхов, Василий Григорьевич
- 1955—1963 гг. — Науменко, Андрей Михайлович
- 1964—1967 гг. — Вольтовский, Борис Иовлевич
- 1967—1975 гг. — Ищенко, Александр Иванович
- 1975—1988 гг. — Гринцов, Иван Григорьевич
- 1988—1991 гг. — Шевченко, Владимир Антонович

Украина
- 1992—1998 гг. — Епифанов Анатолий Александрович
- 1998—1999 гг. — Берфман Марк Абрамович[укр.]
- 1999—2002 гг. — Щербань Владимир Петрович
- 2002 г. — Жарков Юрий Васильевич[укр.] (и. о.)
- 2002—2005 гг. — Щербань Владимир Петрович
- 2005 г. — Лаврик Николай Иванович[укр.]
- 2005—2006 гг. — Гаркавая Нина Николаевна[укр.]
- 2006 г. — Сапсай Владимир Иванович[укр.]
- 2006—2008 гг. — Качур Павел Степанович
- 2008—2010 гг. — Лаврик Николай Иванович
- 2010—2013 гг. — Чмырь Юрий Павлович
- 2013—2014 гг. — Яговдик Игорь Александрович
- 2014 г. — Шульга Владимир Петрович[укр.]
- 2014—2019 гг. — Клочко Николай Алексеевич
- 2019 г. — Акперов Вадим Вагифович (и. о.)
- 2019—2020 гг. — Купрейчик Ирина Валерьевна[укр.] (и. о.)
- 2020 г. — Живицкий Дмитрий Алексеевич
- 2020 г. — Грищенко Роман Сергеевич
- 2020 г. — Пахольчук Сергей Иванович[укр.] (и. о.)
- 2020—2021 — Хома Василий Васильевич[укр.][51]
- 2021—2023 — Живицкий Дмитрий Алексеевич[51][52]
- 2023 г. — Савченко Тарас Григорьевич[укр.] (и. о.)
- 2023—2025 — Артюх Владимир Николаевич
- 2025—н.в. — Григоров Олег Алексеевич

## Экономика
| N | показатель               | единицы          | значение, 2014 г. |
| - | ------------------------ | ---------------- | ----------------- |
| 1 | Экспорт товаров          | млн долларов США | 738,6             |
| 2 | Уд. вес в общеукраинском | %                | 1,4               |
| 3 | Импорт товаров           | млн долларов США | 555,1             |
| 4 | Уд. вес в общеукраинском | %                | 1,0               |
| 5 | Сальдо экспорт-импорт    | млн долларов США | 183,5             |
| 6 | Капитальные инвестиции   | млн гривен       | 2705,0            |
| 7 | Средняя зарплата         | грн              | 2877              |
| 8 | Средняя зарплата         | долларов США     | 242,0             |

По материалам Комитета статистики Украины (укр.) и Главного управления статистики в Сумской области (укр.).

## Еврорегион «Ярославна»
Еврорегион «Ярославна» был образован между Сумской и Курской (Россия) областями 24 апреля 2007 года. Еврорегион «Ярославна» стал третьим по счёту украинским еврорегионом, созданным на украино-российской границе. Ранее, в 2003 году, были созданы еврорегионы «Днепр» и «Слобожанщина».
За время существования Еврорегиона достигнуты положительные результаты во внешней торговле, сотрудничестве на уровне городов и районов, образовании, культуре, спорте, туризме, молодёжной сфере, обустройстве инфраструктуры границы. Создан Совет и Секретариат Еврорегиона, междепутатская рабочая группа по приграничному сотрудничеству, Еврорегион стал членом Ассоциации Европейских Приграничных Регионов на правах полноправного члена, организована ежегодная выставка-ярмарка Еврорегиона «Ярославна», а также разработано 17 совместных программ трансграничного сотрудничества в сфере энергосбережения, экологии, демографии, культуры, информации, молодёжной сфере. Так, за период с 2007 по 2012 года проведено 68 общих мероприятий.
Внешнеторговый оборот Сумской области с Курской областью в рамках Еврорегиона «Ярославна» составил:
- 2007 год — 21,3 млн долл. США
- 2008 год — 22,4 млн долл. США
- 2009 год — 32,4 млн долл. США
- 2010 год — 41 млн долл. США
- 2011 год — 46 млн долл. США
- 9 месяцев 2012 года — 40 млн дол. США.

До 2014 года в рамках Еврорегиона «Ярославна» реализовывалось: 14 соглашений и протоколов о сотрудничестве на уровне городов и районов, 6 протоколов об установлении побратимских связей между сельскими советами Сумской и Курской областей.
С 2014 года из-за начала российско-украинской войны еврорегион «Ярославна» фактически утратил актуальность.